# Kanton Sancoins
Sancoins is een voormalig kanton van het Franse departement Cher. Het kanton maakte deel uit van het arrondissement Saint-Amand-Montrond. Het werd opgeheven bij decreet van 21 februari 2014 met uitwerking op 22 maart 2015.

## Gemeenten
Het kanton Sancoins omvatte de volgende gemeenten:
- Augy-sur-Aubois
- Chaumont
- Givardon
- Grossouvre
- Mornay-sur-Allier
- Neuilly-en-Dun
- Neuvy-le-Barrois
- Sagonne
- Saint-Aignan-des-Noyers
- Sancoins (hoofdplaats)
- Vereaux